# Campeonato Africano de Eventos Combinados
O Campeonato Africano de Eventos Combinados (em inglês: African Combined Events Championships)  é uma competição internacional de atletismo entre atletas africanos nas disciplinas de decatlo masculino e heptatlo feminino. Tornou-se parte do circuito IAAF World Combined Events Challenge em 2011.
O evento de dois dias foi estabelecido em 1999, quando foi realizado na capital argelina de Argel. Uma segunda edição foi agendada para 2003, a ser realizada em Moka, nas Maurícias, mas este plano foi abandonado. A segunda edição do evento foi realizada em Tunis dois anos depois e foi realizada juntamente com o Campeonato Africano de Marcha Atlética. Moka tem sido o anfitrião regular da competição desde 2009, com os três últimos campeonatos sendo realizados no Estádio Maryse Justin. 
Margaret Simpson, do Gana, e Ali Kamé, do Madagascar, são os maiores campeões em seus respectivos eventos. A pontuação vencedora de Ali Kamé de 7685 pontos em 2011 é o recorde do evento para o decatlo. Simpson estabeleceu o atual recorde de heptatlo de 6184 pontos em 2012.

## Edições
| Edição | Ano  | Cidade | País            | Datas          | Atletas            | Nações            |
| ------ | ---- | ------ | --------------- | -------------- | ------------------ | ----------------- |
| 1ª     | 1999 | Argel  | Argélia         | 26–27 de maio  |                    |                   |
| —      | 2003 | Moka   | Ilhas Maurícias | Não realizado  |                    |                   |
| 2ª     | 2005 | Tunes  | Tunísia         | 21–22 de maio  |                    |                   |
| 3ª     | 2009 | Moka   | Ilhas Maurícias | 18–19 de abril |                    |                   |
| 4ª     | 2011 | Moka   | Ilhas Maurícias | 16–17 de abril |                    |                   |
| 5ª     | 2012 | Moka   | Ilhas Maurícias | 14–15 de abril |                    |                   |
| 6ª     | 2016 | Moka   | Ilhas Maurícias | 2–3 de abril   | 12 (+5 convidados) | 7 (+3 convidados) |

## Medalhistas
Recorde do campeonato
      

### Decatlo
| Ano  | Ouro                     | Ouro     | Prata                        | Prata    | Bronze                   | Bronze   |
| ---- | ------------------------ | -------- | ---------------------------- | -------- | ------------------------ | -------- |
| 1999 | Rédouane Youcef (ALG)    | 7375 pts | Christo Blignaut (RSA)       | 7347 pts | Amine Hafed (ALG)        | 7042 pts |
| 2005 | François Potgieter (RSA) | 7168 pts | Anis Riahi (TUN)             | 7140 pts | Jannie Botha (RSA)       | 7004 pts |
| 2009 | Ali Kamé (MAD)           | 7363 pts | Ahmed Mohamed Saad (EGY)     | 7049 pts | Guillaume Thierry (MRI)  | 6968 pts |
| 2011 | Ali Kamé (MAD)           | 7685 pts | Guillaume Thierry (MRI)      | 7444 pts | George Joubert (RSA)     | 7431 pts |
| 2012 | Ali Kamé (MAD)           | 7409 pts | Guillaume Thierry (MRI)      | 7356 pts | Jonathan Caetane (MRI) † | 6147 pts |
| 2016 | Guillaume Thierry (MRI)  | 7481 pts | Louis Fabrice Rajah (MRI) †† | 7022 pts | Gert Swanepoel (RSA)     | 6570 pts |

- † = O francês Daouda Amboudi competiu como atleta convidado e teve o terceiro melhor desempenho com uma pontuação de 6289 pontos. [4]
- †† = A italiana Michele Calvi competiu como atleta convidada e teve o segundo melhor desempenho com uma pontuação de 7305 pontos.

### Heptatlo
| Ano  | Ouro                      | Ouro     | Prata                     | Prata    | Bronze                 | Bronze   |
| ---- | ------------------------- | -------- | ------------------------- | -------- | ---------------------- | -------- |
| 1999 | Stéphanie Domaingue (MRI) | 4857 pts | Fatima Zahra Dkouk (MAR)  | 4742 pts | Zahra Lachgar (MAR)    | 4715 pts |
| 2005 | Sarah Bouaoudia (ALG)     | 5492 pts | Mona Jabir Ahmed (SUD)    | 4919 pts | Aïda Chaabane (TUN)    | 4747 pts |
| 2009 | Margaret Simpson (GHA)    | 5677 pts | Selloane Tsoaeli (LES)    | 5116 pts | Florence Wasike (KEN)  | 4906 pts |
| 2011 | Margaret Simpson (GHA)    | 6134 pts | Janet Lawless (RSA)       | 5673 pts | Uhunoma Osazuwa (NGR)  | 5663 pts |
| 2012 | Margaret Simpson (GHA)    | 6184 pts | Gabriella Kouassi (CIV) † | 5766 pts | Selloane Tsoaeli (LES) | 5194 pts |
| 2016 | Martha Koala (BUR)        | 5772 pts | Bianca Erwee (RSA)††      | 5378 pts | Nienka Du Toit (RSA)   | 5378 pts |

- † = Nafissatou Thiam da Bélgica competiu como atleta convidado e teve o segundo melhor desempenho com uma pontuação de 5906 pontos. [4]
- †† = Mari Klaup, da Estónia, competiu como atleta convidado e teve o segundo melhor desempenho com uma pontuação de 5583 pontos.